# Traverse City
Traverse City település az Amerikai Egyesült Államok Michigan államában, Grand Traverse megyében, melynek megyeszékhelye is. Lakosainak száma 15 678 fő (2020. április 1.).

## Népesség
A település népességének változása:

| 2010 | 14 482 |
| 2020 | 15 678 |